# Iglesia de San Gregorio el Iluminador (Caracas)
La Iglesia de San Gregorio el Iluminador  o bien Iglesia Apostólica Armenia San Gregorio Iluminador de Caracas (en armenio: Կարակասի Սուրբ Գրիգոր Լուսավորիչ եկեղեցի) es un edificio religioso de la Iglesia Apostólica Armenia en Caracas, la capital de Venezuela.

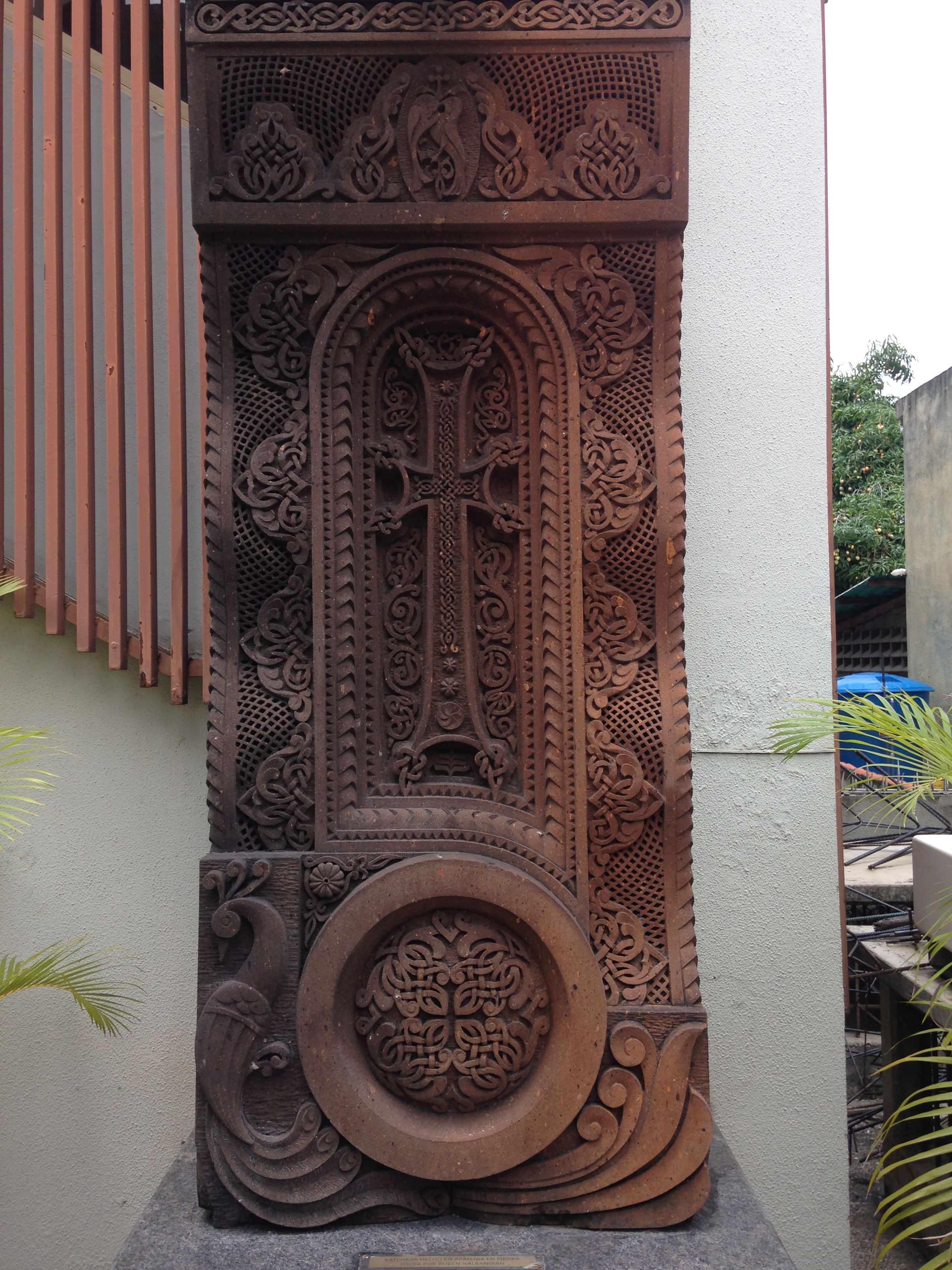
Khachkar cerca de la Iglesia de San Gregorio el Iluminador en Caracas, Venezuela

La diáspora armenia en Venezuela se formó a principios del siglo XX, gracias a los inmigrantes procedentes de Oriente Medio, especialmente de Siria, que se vieron obligados a abandonar su tierra para escapar del genocidio que en el Imperio Otomano se desarrolló. Actualmente en Venezuela hay alrededor de 4.000 armenios, de los cuales 1.000 viven en Caracas. Para garantizar las necesidades de la comunidad religiosa de la iglesia fue construida en Caracas, consagrado el templo en honor de San Gregorio el Iluminador, el que extendió el cristianismo en Armenia al final del III y el comienzo de los siglos IV.
Con la creación de las iglesias armenias, se desarrollaron escuelas y otras estructuras hechas por los líderes de la comunidad armenia. La Iglesia de San Gregorio el Iluminador, fue construida en 1987. La iglesia tiene una escuela dominical y un coro. La comunidad armenia también tiene una serie de organizaciones políticas y no gubernamentales, organizaciones de mujeres y de jóvenes, y grupos de danza 
En la ciudad de Caracas se levanta el Monumento a las Víctimas del Genocidio Armenio. Se encuentra en la urbanización Chuao. Se comenzó a construir en 2001, y quedó completado en 2002 (https://www.armenian-genocide.org/Memorial.149/current_category.147/memorials_detail.html).  
El 14 de julio de 2005, el Parlamento de Venezuela reconoció formalmente el Genocidio Armenio. 